# آبراهام کیبیووت
آبراهام کیبیووت (انگلیسی: Abraham Kibiwot؛ زادهٔ ۴ ژوئن ۱۹۹۶) دونده دو استقامت اهل کنیا است.